# Sabinus Valière
Pour les articles homonymes, voir Valière (homonymie).
Sabinus Valière, né le 21 février 1880 à Limoges (Haute-Vienne) et mort le 23 mai 1964 à Bruniquel (Tarn-et-Garonne),  est un homme politique français, député et résistant.

## Biographie
Issu d'un milieu modeste, fils d'ouvrier de la porcelaine, il se lance dans le journalisme et devient rédacteur en chef du Populaire du Centre. Par la suite, il devient avocat. Militant socialiste, il est élu conseiller d'arrondissement en 1907 et conseiller général du canton de Limoges-Beaupuy en 1910. Il devient une première fois adjoint au maire de Limoges de 1912 à 1919, avant de le redevenir en 1935.
Il est élu député de la Haute-Vienne en 1914, dans l'arrondissement de Bellac. Il conserve son siège jusqu'en 1928. Il est alors battu par deux fois, en 1928 et 1929. Il retrouve un siège de député, de 1932 à 1940, dans l'arrondissement de Limoges. Député actif, il est membre de la commission des finances, dont il est président de 1936 à 1940.
Le 10 juillet 1940, il vote les pleins pouvoirs au maréchal Pétain. Il rejoint rapidement la Résistance et il est relevé de son inéligibilité à la Libération.

## Sources
- « Sabinus Valière », dans le Dictionnaire des parlementaires français (1889-1940), sous la direction de Jean Jolly, PUF, 1960 [détail de l’édition]
- Édouard Barthe, Le combat d'un parlementaire sous Vichy, éd. Singulières, 2007  (ISBN 978-2-35478-005-0).